# غوردون إنغرام
غوردون إنغرام (بالإنجليزية: Gordon Ingram)‏ هو مهندس أمريكي، ولد في 30 ديسمبر 1924 في لوس أنجلوس في الولايات المتحدة، وتوفي في 4 نوفمبر 2004.